# Ein Mordsteam
Ein Mordsteam (Originaltitel: De l’autre côté du périph) ist eine französische Filmkomödie des Regisseurs David Charhon aus dem Jahr 2012 mit Omar Sy und Laurent Lafitte in den Hauptrollen. In Deutschland lief der Film am 21. März 2013 in den Kinos an.

## Handlung
Ousmane ist Polizist beim Betrugsdezernat der Pariser Vorstadt Bobigny und alleinerziehender Vater. Um illegale Machenschaften in der französischen Oberschicht aufzudecken, beschattet er schon seit sechs Monaten eine Gruppe von Kriminellen der Pariser Unterwelt.
Als er einen Informanten trifft, entdecken Jugendliche zufällig in der Nähe die Leiche der Frau des Vorsitzenden des französischen Arbeitgeberverbandes und informieren Ousmane. Am Tatort trifft er auf den abgehobenen Pariser Kriminalkommissar François mit einem nagelneuen Dienstwagen. Ousmane vermutet einen Zusammenhang mit seinen eigenen Ermittlungen und arrangiert gegen den Willen des Kommissars eine Zusammenarbeit.
Im Zuge der Ermittlungen pendeln die beiden Kommissare zwischen Oberschicht und Vorstadtgesellschaft, wobei es zu einigen Verwicklungen kommt. Trotz ihrer Gegensätzlichkeiten entwickeln sie sich im Laufe der Zeit zu einem eingespielten und sich ergänzenden Team. Die offizielle Aufklärung des Falles scheitert jedoch an Ousmanes unkonventionellen Methoden, die einflussreiche Verdächtige verärgern und ihn sogar die Stelle bei der Polizei kosten.
Die Freundschaft zwischen François und Ousmane überwiegt am Ende jedoch ihre Gegensätzlichkeit und die widrigen Umstände, sodass es ihnen gelingt, den Fall zu lösen und den Mörder zu überführen.

## Kritiken
„Routinierte Krimikomödie, die ihre amerikanischen Genrevorbilder extrem dreist und fantasielos abkupfert.“

„Die klassische Geschichte von den beiden grundverschiedenen Ermittlern, die sich zusammenreißen müssen, um einen Fall zu lösen, hat auch sonst wenig Neues zu bieten. Ein Mordsteam ist grundsolide Kinounterhaltung im Stile von Nur 48 Stunden und Co.“

„Ein Mordsteam ist eine lockere Actionkomödie mit gut aufgelegten Hauptdarstellern in der Tradition seiner unzähligen US-amerikanischen Vorbilder, welche sie mit großer Hingabe imitiert – mit allen ihren Stärken und Schwächen.“

## Fortsetzung
Am 6. Mai 2022 erschien auf Netflix die Fortsetzung Ein MordsTeam ermittelt wieder.